# Autel de la patrie de Fontvieille
L'Autel de la patrie de Fontvieille est un autel de la patrie situé à Fontvieille, dans les Bouches-du-Rhône. 

## Description
C'est une pierre cubique de 80 centimètres de côté, présentant sur le dessus une excavation carrée, peu profonde, sans inscription ni style,.
Il est l'un des rares exemplaires encore visible, avec celui de Thionville, également protégé au titres des monuments historiques.

## Localisation
L'autel est situé sur la commune de Fontvieille, dans le département français des Bouches-du-Rhône. Il est situé sur la colline, non loin du moulin de Daudet.

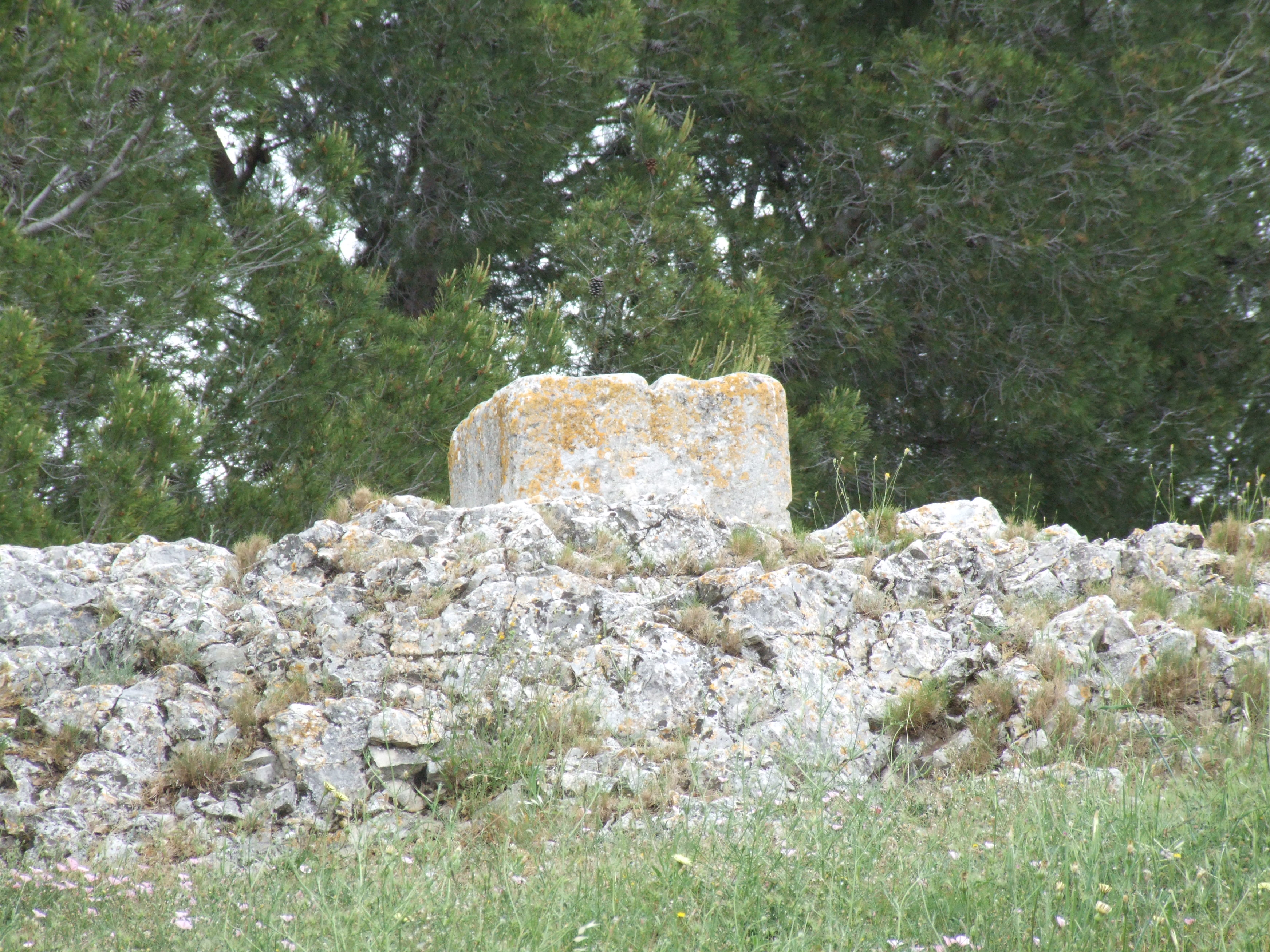
L'autel de la Patrie
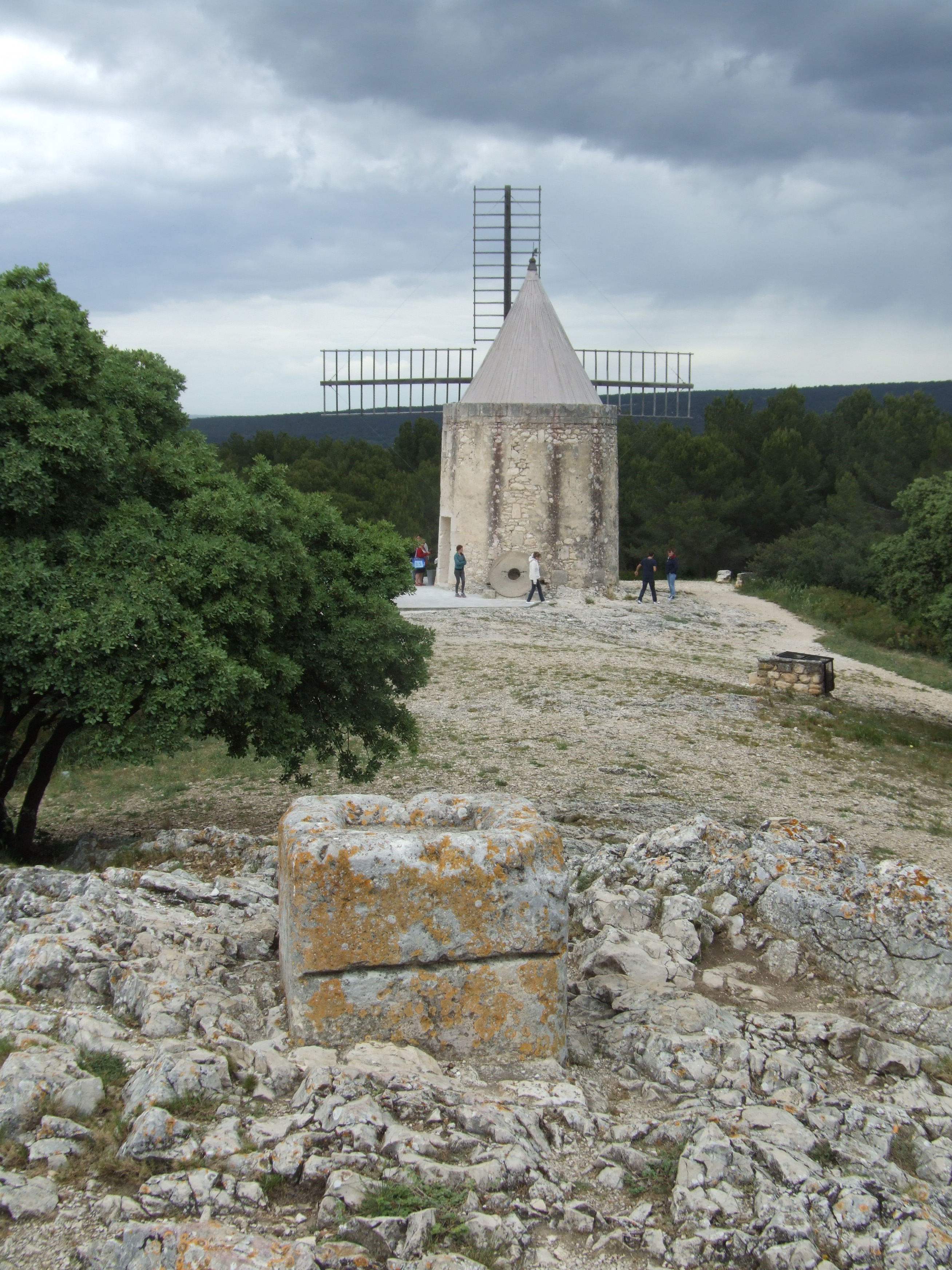
L'autel et le moulin de Daudet

## Historique
L'autel de la patrie est un symbole du civisme et de la nation lors de la Révolution française, édifié par les Fontvieillois, le 8 juin 1794. Il est le lieu de fêtes et de cérémonies civiques, parfois en lien avec des cultes nouveaux ou de la religion chrétienne et traditionnelle. Basculé de sa position initiale ; en contrebas de la colline, durant quelques années, il ne fut remis en place qu'en 1935.
L'édifice est inscrit au titre des monuments historiques le 2 mai 1937.